# SETI attivo

Il messaggio di Arecibo

Il SETI attivo è un progetto facente parte del più ampio programma mondiale SETI, e si occupa attivamente di inviare messaggi, via radio o fisicamente attraverso sonde spaziali, oltre il nostro sistema solare, con il fine di destinarli ad eventuali forme di vita intelligenti extraterrestri.

Il progetto è noto anche come METI (Messaging to Extra-Terrestrial Intelligence), acronimo coniato negli anni ottanta dallo scienziato russo Alexander L. Zaitsev, per distinguerlo dal SETI "passivo", che si limita a ricercare segnali extraterrestri senza alcun tentativo di spedirli.
Nel 2008 il progetto METI puntò le sue antenne in direzione di Gliese 581 c, pianeta su cui si suppone possano esistere condizioni favorevoli allo sviluppo della vita. Trovandosi tale pianeta ad una distanza di 20 anni luce dalla Terra, un'eventuale risposta arriverebbe dopo 40 anni.

## Costruzione dei messaggi
La mancanza di un protocollo di comunicazioni prestabilito è una sfida per il SETI attivo. In genere si è cercato di creare messaggi basati sulla logica simbolica che esprimono nozioni matematiche (ritenute note a qualunque civiltà in grado di costruire dei radiotelescopi), oppure si tenta di utilizzare un linguaggio pittorico.

## Progetti realizzati

### Invio fisico di messaggi attraverso sonde
- Placca del Pioneer, ovvero due placche metalliche identiche, in alluminio anodizzato, rispettivamente montate su due sonde spaziali, in viaggio oltre il sistema solare, la Pioneer 10 (2 marzo 1972) e la Pioneer 11 (6 aprile 1973), con incise alcune immagini sulle caratteristiche principali del nostro pianeta, ad esempio un uomo e una donna nudi che salutano.
- Voyager Golden Record, ovvero due dischi d'oro uguali, montati sulle sonde spaziali, in viaggio oltre il sistema solare, Voyager 2 (20 agosto 1977) e Voyager 1 (5 settembre 1977), con sopra incise 115 immagini, 55 messaggi in lingue diverse del mondo, antiche e nuove, vari suoni della natura della Terra e suoni umani.

### Invio di messaggi via radio
Genericamente, i primi messaggi nello spazio sarebbero iniziati involontariamente, ovvero quando è iniziata la prima radiopropagazione di segnali artificiali terrestri, nel periodi d'esordio della radio e della televisione della prima metà del XX secolo (così come, ad esempio, viene descritto nel film "Contact"). Tuttavia, tali segnali erano di potenza modesta, dell'ordine di pochi kilowatt, e potrebbero aver raggiunto debolmente soltanto qualche stella vicina, purché debitamente direzionati con precisione, e soprattutto con frequenze relativamente alte, in grado di oltrepassare la ionosfera terrestre.
I primi messaggi emessi intenzionalmente nello spazio furono quelli da Eupatoria, Penisola di Crimea, nell'allora Unione Sovietica, emessi nel novembre 1962, ma direzionati soltanto verso il pianeta Venere, e che rimbalzarono indietro verso la Terra (anche se parte di essi sono ancora in viaggio verso il pianeta Gliese 581, nella costellazione della Bilancia).
Con la nascita e l'evoluzione dei primi radiotelescopi nella seconda metà del XX secolo, il progetto per la trasmissione di segnali radio interstellari si perfezionò, cercando di aumentare la potenza di trasmissione (dell'ordine dei megawatt), la frequenza e soprattutto la direzione. I primi messaggi mirati, avevano come obiettivo stelle distanti tra i 32 e i 69 anni luce dalla Terra. Fa eccezione il primo messaggio trasmesso in ordine cronologico, ovvero quello del 1974 da Arecibo, inviato verso l'ammasso globulare M13, distante circa 24.000 anni luce.
Le stelle verso le quali sono stati spediti dei messaggi, dal 1974 al 2003, sono state le seguenti:
| Nome     | Designazione | Costellazione | Data di invio     | Data di arrivo            | Messaggio            |
| -------- | ------------ | ------------- | ----------------- | ------------------------- | -------------------- |
| M13      | NGC 6205     | Ercole        | 16 novembre 1974  | approssimativamente 25974 | Messaggio di Arecibo |
| 16 Cyg A | HD 186408    | Cigno         | 24 maggio 1999    | novembre 2069             | Cosmic Call 1        |
| 15 Sge   | HD 190406    | Freccia       | 30 giugno 1999    | febbraio 2057             | Cosmic Call 1        |
|          | HD 178428    | Freccia       | 30 giugno 1999    | ottobre 2067              | Cosmic Call 1        |
| Gl 777   | HD 190360    | Cigno         | 1º luglio 1999    | aprile 2051               | Cosmic Call 1        |
|          | HD 197076    | Delfino       | 29 agosto 2001    | febbraio 2070             | Teen Age Message     |
| 47 UMa   | HD 95128     | Orsa Maggiore | 3 settembre 2001  | luglio 2047               | Teen Age Message     |
| 37 Gem   | HD 50692     | Gemelli       | 3 settembre 2001  | dicembre 2057             | Teen Age Message     |
|          | HD 126053    | Vergine       | 3 settembre 2001  | gennaio 2059              | Teen Age Message     |
|          | HD 76151     | Idra          | 4 settembre, 2001 | maggio 2057               | Teen Age Message     |
|          | HD 193664    | Dragone       | 4 settembre 2001  | gennaio 2059              | Teen Age Message     |
|          | HIP 4872     | Cassiopea     | 6 luglio 2003     | aprile 2036               | Cosmic Call 2        |
|          | HD 245409    | Orione        | 6 luglio 2003     | agosto 2040               | Cosmic Call 2        |
| 55 Cnc   | HD 75732     | Cancro        | 6 luglio 2003     | maggio 2044               | Cosmic Call 2        |
|          | HD 10307     | Andromeda     | 6 luglio 2003     | settembre 2044            | Cosmic Call 2        |
| 47 UMa   | HD 95128     | Orsa Maggiore | 6 luglio 2003     | maggio 2049               | Cosmic Call 2        |

## Rischi
Alcuni, tra cui il fisico Stephen Hawking e il fisico e scrittore di fantascienza David Brin, hanno criticato pesantemente il SETI attivo in quanto, non potendo conoscere a priori le intenzioni e le conoscenze tecnologiche degli eventuali extraterrestri che riceveranno il messaggio, si rischia di mettere in pericolo il nostro pianeta, rivelandone la posizione e quindi un'eventuale colonizzazione.